# Стюарт, Джон, граф Бьюкен
Джон Стю́арт (англ. John Stewart; ок. 1380 — 17 августа 1424) — граф Бьюкен (Бухан) (с 1406 года) и Росса (с 1415 года), шотландский военачальник в период Столетней войны, коннетабль Франции (начало апреля 1421 года).
Джон Стюарт был вторым сыном Роберта Стюарта, 1-го герцога Олбани, регента и правителя Шотландии в начале XV века.

## В Шотландии
В 1406 году герцог Олбани передал своему второму сыну графство Бьюкен в северо-восточной Шотландии. Молодой граф играл значительную роль в борьбе герцога Олбани за усиление своего влияния в горных регионах страны, где традиционно основную роль играли гэльские кланы. С 1411 года развернулась борьба между Олбани и Дональдом Макдональдом, лордом Островов за власть над шотландским высокогорьем (Хайландом) вообще и графством Росс в частности. Битва при Харлоу в 1411 году не принесла решительной победы ни одной из сторон, но позволила Стюартам установить свою власть в Россе: в 1415 году Эуфемия, графиня Росса, уступила своё графство Джону Стюарту.

## Во Франции
В 1419 году Джон Стюарт возглавил первую крупную шотландскую экспедицию во Францию. В условиях завоевания англичанами Нормандии и отстранения дофина Карла от власти, Шотландия пришла на помощь своему старому союзнику. В октябре 1419 года значительный отряд под командованием графа Бьюкена высадился в Ла-Рошели. Уже в следующем году Бьюкен вернулся в Шотландию в поисках пополнения для своих войск: вероятно, 27 мая он был ещё во Франции, но уже 28 июля в Шотландии, а 12 августа снова во Франции. Шотландские подкрепления оказались весьма полезными для войск дофина. Он смог сдержать продвижение англо-бургундских войск, а 22 марта 1421 года шотландский отряд под руководством графа Бьюкена наголову разбил одну из английских армий в битве при Боже. Эта была первая крупная победа над Англией после начала завоеваний Генриха V Английского. Согласно хронике Бауэра, в сражении при Боже сам граф Бьюкен сразил вражеского командующего, герцога Кларенса, уже раненого в лицо Джоном Суинтоном. После этой победы граф Бьюкен получил сеньорию Шатийон-сюр-Индр в Турени и был назначен королём коннетаблем Франции.
В течение следующих лет военные действия во Франции развивались с переменным успехом. В битве при Краване в 1423 году франко-шотландские войска понесли тяжелые потери. Для их восполнения Бьюкен в начале лета 1423 года отправился с посольством на родину и вновь набрал армию в Шотландии, которая прибыла во Францию в начале 1424 года под командованием графа Дугласа. 27 марта Сен-Жан-д’Анжели приветствовал Бьюкена и Дугласа. Однако 17 августа 1424 года франко-шотландские войска были наголову разбиты герцогом Бедфордом в битве при Вернёе. В этом сражении граф Бьюкен был убит. «Тела благородного герцога Туренского, коннетабля Франции и Джеймса де Дугласа были принесены в кафедральный собор … Сен-Гатьен в городе Туре … где они были захоронены бок о бок на хорах…».
После смерти Джона Стюарта его владения были конфискованы королём Яковом I. Успехи графа Бьюкена во Франции открыли путь к французскому двору для многих шотландских дворян. Была создана специальная шотландская гвардия при французском короле.

## Семья
В ноябре 1413 года Джон Стюарт женился на леди Елизавете Дуглас (ум. около 1451), дочери Арчибальда, 4-го графа Дугласа. Имел единственную дочь Маргарет Стюарт (ум. 1461), которая в 1436 году стала женой Джорджа Сетона (ум. 1478), 1-го лорда Сетона.